# Kostio de War
Lyska Kostio de Warkoffska (également Lyska Kostio ; née le 20 avril 1896 à Bakou dans l'Empire russe, aujourd'hui en Azerbaïdjan, et morte le 13 mars 1986 à Boulogne-Billancourt) est une couturière française. En 1935, elle fonde à Paris la maison de couture Kostio de War, spécialisée dans les articles de tricot et de crochet haut de gamme.

## Biographie
Lyska Kostio de Warkoffska est la fille de Serge de Warkoffska et de Pétronille Geluyckens. Vers 1913, "la petite baronne", la "très jolie russe" ou Mlle Lyska Kostio, comme elle s'appelle jusqu'en 1918, a été introduite dans la haute société parisienne de la Belle Époque par l'actrice Louise Balthy. Le 4 février 1914, elle fait ses débuts au Théâtre Michel, toujours situé dans la rue des Mathurins. Dans la revue La Sans-Gêne de Robert Dieudonné et René Bussy, elle joue le rôle de Lisoy aux côtés de Louise Balthy, un spectacle qui compte plus de 20 représentations. Elle a déjà attiré l'attention un an auparavant en présentant la flânerie du « ventre en avant et du parapluie sous le bras » avec Jacqueline Forzane, la future actrice de cinéma, sur la promenade maritime de Deauville.
Dans un numéro du quotidien new-yorkais The Sun, une photo parut la montrant avec sa collection de poupées, avec laquelle elle se présente régulièrement au public. On[Qui ?] l'appelle aussi la reine du tango. Elle fait démolir les murs de son appartement de l'avenue du Bois pour créer une grande salle de danse, ornée de grand panneaux de Léon Bakst. Lorsque la mobilisation générale est ordonnée au début du mois d'août 1914, sa salle de danse fut transformée en hospice où elle et sa servante soignent des convalescents de guerre. Sa fille Vanina naît le 2 juin 1919,. Cinq ans plus tard, le 30 juillet 1924, les fiançailles avec le baron Jehan de Tinan Neyevelt sont annoncées dans le quotidien parisien Le Figaro. Ce n'est que le 4 novembre 1940 qu'elle épouse Christian Charles Raymond Aymar de Rivals-Mazères, un descendant de Jean Racine. Cette alliance n'a donné naissance à aucun enfant.
En 1935, elle ouvre sa première boutique de couture au 18 rue Jean-Goujon dans le 8e arrondissement nommé alors Kostio de War. Dans Le Figaro un encart publicitaire annonce « tricot, couture, sports et fourrures ». En 1938, le magasin déménage au 108, rue Lauriston, dans le 16e arrondissement. La même année, elle se sépare de la société de War. Sa fille Vanina commence à attirer l'attention en créant ses propres modèles et reprend la boutique de la rue Jean-Goujon.
Pour la pièce Baignoir B ou Toute la vérité de Maurice Diamant Berger au Théâtre de Marigny, Kostio de War crée les costumes pour les actrices Simone Renant, Betty Daussmond, Jany Holt et Germaine Bréty, .
En 1939 Kostio de War conçoit la garde-robe de l'acteur Marcel Dalio dans le film La Règle du jeu de Jean Renoir qui, entre autres, porte une veste ajustée et sombre à martingale.
Pendant l'occupation allemande, elle séjourne sur la Côte d'Azur et sur la côte atlantique à Biarritz. Avec des maisons de couture comme Worth, Heim et Henry La Pensée, elle a organisé des défilés de mode comme au Casino de Cannes,. Après la libération de Paris, fin août 1944, elle retourne à la capitale et s'installe au 5e étage d'un immeuble au 14 rue Clément-Marot dans le 8e arrondissement.
En 1952, en tant de couturière, elle fournit les costumes du long métrage Lettre ouverte d'Alex Joffé, avec la participation des acteurs Robert Lamoureux et Geneviève Page.
Sa dernière boutique, avant sa disparition, est située sur l'avenue Marceau, qui relie le 8e arrondissement au 16e.
Kostio de War meurt le 13 mars 1986 à l'âge de 89 ans à l'hôpital Ambroise-Paré de Boulogne-Billancourt.

## Une grande créatrice du tricot
Ses collections rayonnent d'ingéniosité et d'amour pour les petits détails. Elle combine ses modèles en tricot ou en crochet avec des éléments inhabituels, ce qui distingue ses modèles de celles des autres couturiers. La matière des manteaux et des tailleurs est si finement tricotée qu'elle ressemble à du tissu.

« Le tricot a depuis longtemps conquis ses titres de noblesse, et son élégance ne fait que croître lorsqu'il est traité par Kostio de War. »

— Comtesse de S.

« Une broderie or et bleu (un pot de tulipes) fait à la fois poches et ornement très raffiné. Boutons de métal or, écharpe de fils d'or... C'est jeune, Classic et très presonnelle... Ces qualités, tous les costumes de Mme Kostio de War les contiennent. »

— Lucien Lelong
Selon la coupe et la matière choisie, les porteuses de ces robes du soir rayonne la grâce scintillante d'une sirène ou l'intrépidité d'une Jeanne d'Arc. Une telle robe du soir existe encore aujourd'hui au Victoria and Albert Museum à Londres. Une pièce comparable en fil de cuivre se trouve dans les collections du musée des arts décoratifs à Paris. 

« Et des robes du soir, tricots de soie, mêlés à l'or ou l'argent, robes très simples, mais néanmoins d'aspect presque féerique. L'on se penche pour voir de près, pour palper la matière... on hésite... on hésite, et l'on est forcé de se rendre à l'évidence : ce miracle, c'est simplement du tricot. »

— Denise Veber 
Mais elle crée aussi des tailleurs, des smockings, des chapeaux, des foulards et des casquettes, des vêtements de sport entre autres pour cyclistes, des maillots de bain et des gants. Début 1937, Kostio de War trouve un petit album d'échantillons de tricot datant de 1830, qu'elle reprend et intègre dans la conception de ses propres créations. Ses modèles et accessoires sont tricotés ou crochetés à la main. Ils sont publiés dans divers magazines de mode tels que L'Officiel de la mode, Elle, Marianne, Femina, Excelsior et Vogue Paris. Les modèles de ses collections ont été photographiés par des studios de photo tels que le Studio Franz, le Studio de Juliette Lasserre, le Studio Waroline ou le Studio Anzon. Il existe aussi des photographies de Dora Maar, de Jean Moral et de Madame d'Ora, cette dernière ayant fait plusieurs portraits de la couturière même.
Parmi les contemporains de Kostio de War qui ont façonné la mode parisienne entre 1930 et 1950, on trouve des couturier tels que Anny Blatt, Elsa Schiaparelli, Vera Borea, Lola Prusac, Jean Patou ainsi que Coco Chanel, Jeanne Lanvin, Marcel Rochas, Roger Worth et Jacques Heim. Parmi ses clients et les porteurs de ses modèles figurent Gary Cooper, Greta Garbo, Yves Montand, Jean Marais, Louis Jouvet, Claude Dauphin, Annabella et Suzy Solidor,,.
En 2017, la maison de War a été rouverte par l'arrière-petite-fille de Kostio de War, Sayana Gonzalez.